# Walter Valdi
Walter Valdi (nombre artístico Walter Pinnetti; 20 de agosto de 1930 - 13 de octubre de 2003) fue un cantante, compositor, autor y actor italiano de varias canciones y piezas teatrales en dialecto milanés.  
Nació en Cavenago Brianza y murió en Milán.